# Plastologus
Plastologus är ett släkte av skalbaggar. Plastologus ingår i familjen vivlar.
Kladogram enligt Catalogue of Life:
| Plastologus | \| \| Plastologus costatus \| \| \| \| |
|             | \| \| Plastologus costatus \| \| \| \| |
|             | Plastologus costatus                   |
|             |                                        |